# Anostraca
Ordre
Les Anostraca sont un ordre de crustacés branchiopodes. C'est avec les daphnies et les triops, l'un des taxons les plus représentatifs des eaux temporaires.

## Liste des sous-ordres et familles
Selon ITIS (10 novembre 2015) :
- sous-ordre Anostracina
  - famille Branchinectidae Daday de Dées, 1910
  - famille Branchipodidae H. Milne Edwards, 1840
  - famille Chirocephalidae Daday de Dées, 1910
  - famille Streptocephalidae Daday de Dées, 1910
  - famille Tanymastigiidae Weekers et al., 2002
  - famille Thamnocephalidae Packard, 1883
- sous-ordre Artemiina
  - famille Artemiidae Grochowski, 1896
  - famille Parartemiidae Daday, 1910

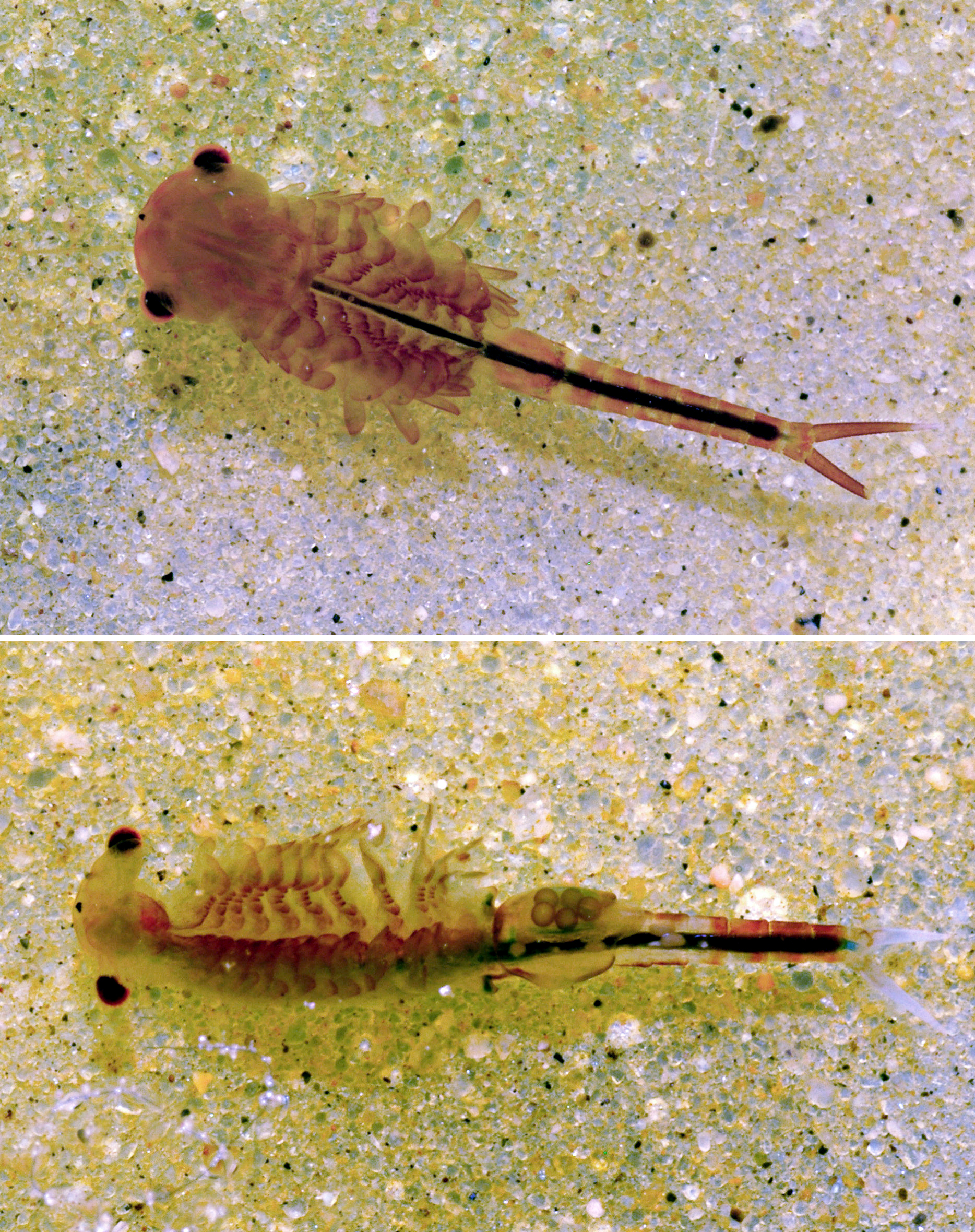
Mâle (en haut) et femelle (en bas) d' Eubranchipus grubii (Chirocephalidae) : la femelle transporte ses œufs (ici visibles près de l'orifice génital)

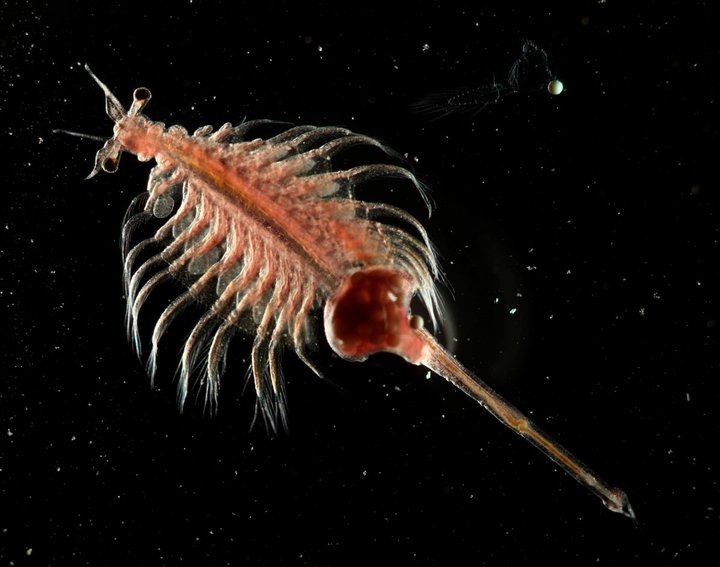
Artemia parthenogenetica
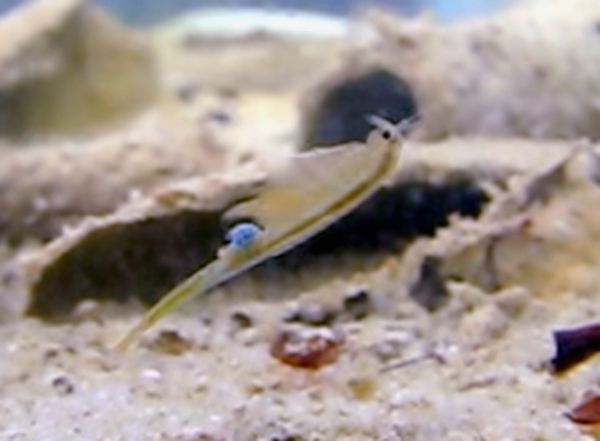
Branchipus schaefferi
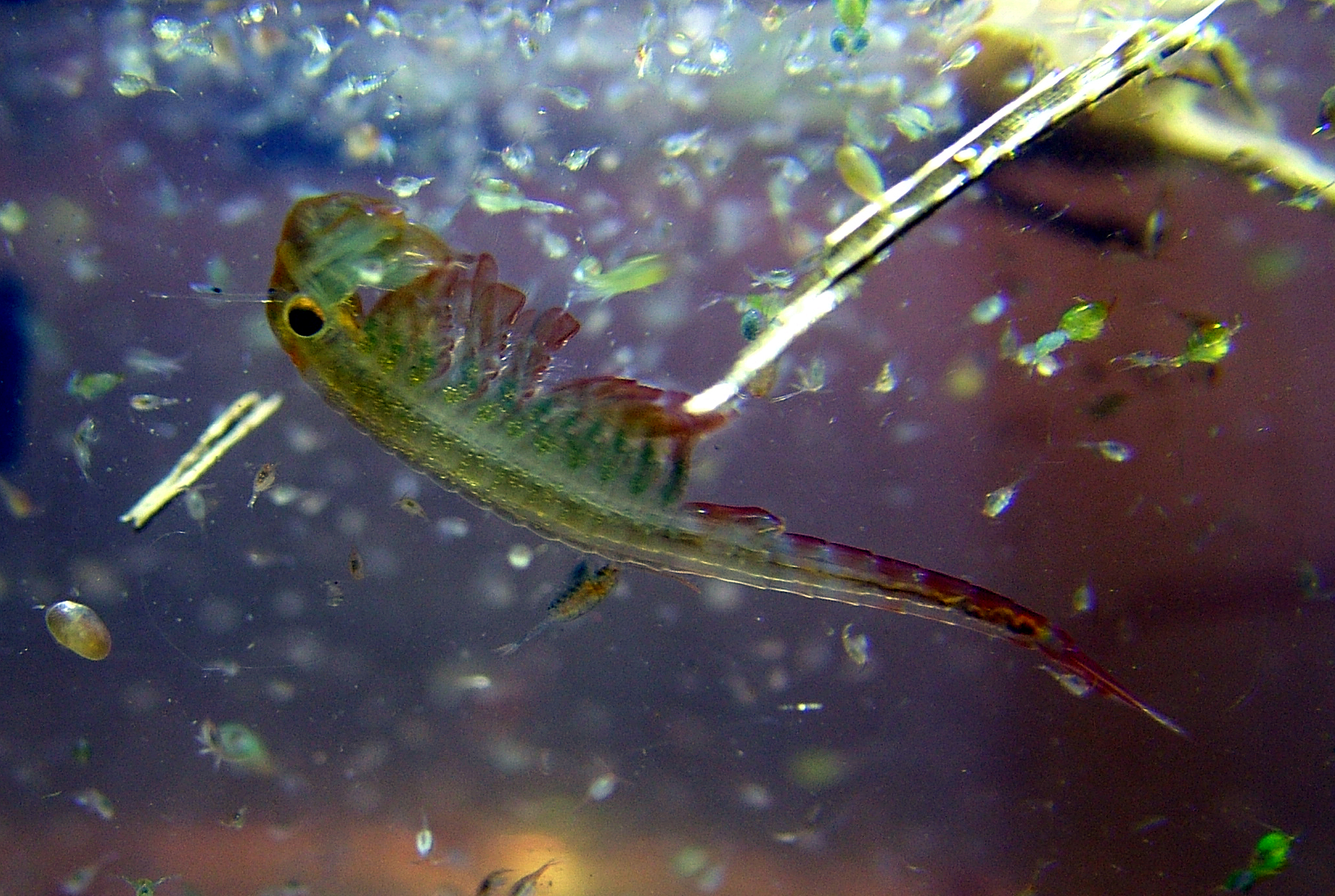
Eubranchipus grubii
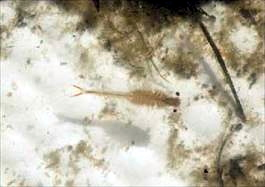
Streptocephalus woottoni
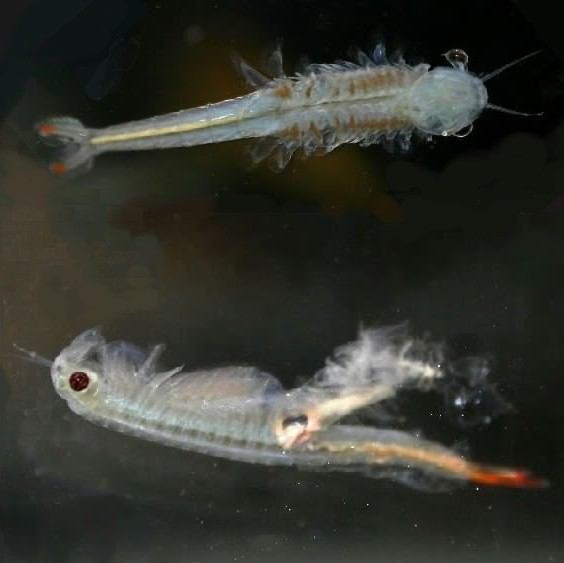
Dendrocephalus geayi